# شاهزاده (فیلم ۲۰۱۷)
شاهزاده (به هندی: Raajakumara) فیلمی محصول سال ۲۰۱۷ و به کارگردانی سانتوش آناندرام است. در این فیلم بازیگرانی همچون پونیت راجکومار، پریا آناند، پراکاش راج ایفای نقش کرده‌اند.